# Tour du Pays de Gex-Valserine
Le Tour du Pays de Gex-Valserine est une course cycliste française disputée au mois de septembre dans le Pays de Gex, au nord-est du département de l'Ain. Créée en 1974, elle se tient sur un parcours montagneux avec plusieurs cols favorables aux grimpeurs,. 
Durant son existence, cette épreuve fait partie du calendrier national de la Fédération française de cyclisme. Elle compte à son palmarès plusieurs cyclistes réputés comme Pascal Richard, Jérôme Coppel ou encore Kenny Elissonde.

## Palmarès
| Année                         | Vainqueur                | Deuxième                       | Troisième              |               |
| ----------------------------- | ------------------------ | ------------------------------ | ---------------------- | ------------- |
| Tour du Pays de Gex           |                          |                                |                        |               |
| 1974                          | Robert Ducreux           |                                |                        |               |
| 1975                          | Sylvain Blandon          |                                |                        |               |
| 1976                          | Michel Guillet           |                                |                        |               |
| 1977                          | Bernard Rey              | Bernard Donzel                 | Gérald Oberson         |               |
| 1978                          | Bernard Rey              |                                |                        |               |
| 1979                          | René Forestier           | Marc Ledoux                    | José Rosa              |               |
| 1980                          | Jeff Leslie              | Pascal Dupraz                  | Vincent Lavenu         |               |
| 1981                          | Jean-Paul Rosset         | André Chappuis                 | Patrick Novelle        |               |
| 1982                          | Dominique Celle          |                                |                        |               |
| 1983                          | Denis Celle              | Alain Dallenbach Patrick Janin |                        |               |
| 1984                          | Pascal Richard           |                                |                        |               |
| 1985                          | Denis Celle              | Patrick Janin                  | Martial Babytcheff     |               |
| 1986                          | Patrick Ecuer            | P. Duquesnoy                   | Laurent Mermet         |               |
| 1987                          | Laurent Mermet           | Richard Ferrapy                | P. Vernay              |               |
| 1988                          | Francisque Teyssier      | J.-M. Berthoud                 | E. Marguerat           |               |
| 1989                          | David Orcel              | Xavier Polny                   | Hervé Arsac            |               |
| 1990                          | Christophe Caulier       | E. Falconnier                  | Laurent Choplin        |               |
| 1991                          | Fabrice Gougot           | Stéphane Cartier               | Yves Marillier         |               |
| 1992                          | Christophe Oriol         | Christophe Putin               | R. Béraud              |               |
| 1993                          | Pascal Giguet            | Dominique Rossignol            | Christophe Putin       |               |
| 1994                          | Thierry Loder            | Olivier Mage                   | Pascal Bédu            |               |
| 1995                          | Yves Marillier           | David Jungels                  | Philippe David         |               |
| 1996-1998                     | pas de course            | pas de course                  | pas de course          | pas de course |
| 1999                          | Sébastien Saint-Germain  | Fabien Rigaud                  | Julien Guérin          |               |
| 2000                          | Mickaël Buffaz           | Sébastien Moreau               | Stéphane Dupuy         |               |
| 2001                          | Fabrice Billard          | Nicolas Roux                   | Mickaël Buffaz         |               |
| 2002                          | Nicolas Roux             | Frédéric Périllat              | Thierry David          |               |
| 2003                          | Nicolas Roux             | Frédéric Périllat              | Florian Courrège       |               |
| 2004                          | Frédéric Périllat        | Laurent Marcon                 | Denis Moretti          |               |
| 2005                          | Jérôme Coppel            | Rafaâ Chtioui                  | Paul Moucheraud        |               |
| 2006                          | Pierre Chevalier         | Nicolas Schnyder               | Guillaume Bonnafond    |               |
| 2007                          | Mateusz Taciak           | Daniel Hoareau                 | Adam Illingworth       |               |
| 2008                          | Cédric Jeanroch          | Andreas Anderegg               | Maxime Mayençon        |               |
| 2009                          | Pierre-Luc Périchon      | Aurélien Stehly                | Yohan Boissy           |               |
| 2010                          | pas de course            | pas de course                  | pas de course          | pas de course |
| Tour du Pays de Gex-Valserine |                          |                                |                        |               |
| 2011                          | Kenny Elissonde          | Jérôme Mainard                 | Émilien Viennet        |               |
| 2012                          | Jérôme Mainard           | Axel Gagliardi                 | Émilien Viennet        |               |
| 2013                          | annulé                   | annulé                         | annulé                 | annulé        |
| 2014                          | Julien Liponne           | Julien Bernard                 | Quentin Bernier        |               |
| 2015                          | Simon Buttner            | Dorian Godon                   | Aurélien Paret-Peintre |               |
| 2016                          | Sébastien Fournet-Fayard | Benoît Cosnefroy               | Sten Van Gucht         |               |
| 2017,                         | Louis Pijourlet          | Boris Orlhac                   | Adrien Guillonnet      |               |
| 2018                          | Rémy Rochas              | Dimitri Bussard                | Franklin Archibold     |               |
| 2019                          | Aurélien Doléatto        | Pierre Gouault                 | Louis Louvet           |               |
| 2020                          | Francis Genetier         | Pierre Gouault                 | Louis Richard          |               |
| 2021                          | annulé                   | annulé                         | annulé                 | annulé        |